# Erbschleicher

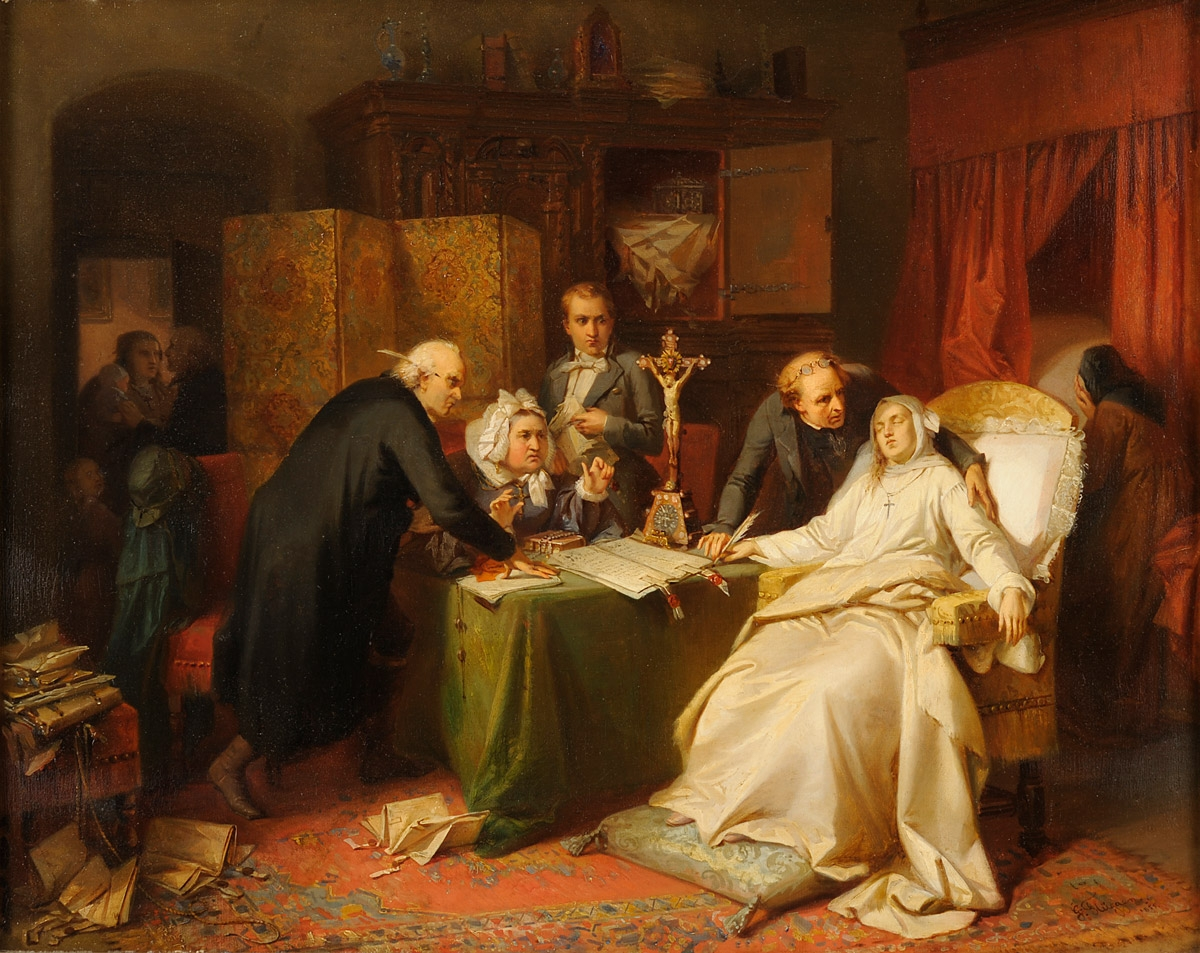
Zeitgenössische Darstellung einer Testierszene auf dem Gemälde Die Erbschleicher von Gisbert Flüggen (1855)

Als Erbschleicher werden Personen bezeichnet, die sich auf unmoralische oder widerrechtliche Weise, oft durch Manipulation und Täuschung des Erblassers, ganz oder teilweise in den Besitz einer Erbschaft zu bringen versuchen. Die Tätigkeit des Erbschleichers wird als Erbschleicherei bezeichnet. Das Wort Erbschleicher ist spätestens seit 1696 belegt, Erbschleicherei seit dem 19. Jahrhundert.

## Vorgehen
Die als Ausformung des Prinzips der Privatautonomie in den meisten Ländern geltende Testierfreiheit – in Deutschland verfassungsrechtlich über Erbrechtsgarantie des Art. 14 Abs. 1 Satz 1, Alternative 2 GG statuiert – erlaubt es Erblassern, ihre Erben durch einseitige Verfügung von Todes wegen zu bestimmen. Die so bestimmte Verteilung der Erbschaft ist im Regelfall auch dann gültig, wenn sie ungerecht oder nicht nachvollziehbar ist oder plötzlich geändert wurde. Dieses Prinzip ist die Grundlage für das Vorgehen der meisten Erbschleicher.
Ziel des Erbschleichers ist zumeist, als Erbe im Testament des Erblassers eingesetzt zu werden. Allerdings können Erbschleicher auch Schenkungen anstreben, die noch zu Lebzeiten ihres Opfers wirksam werden. Auch das Erwirken einer vom Erblasser auf den Erbschleicher ausgestellten Vorsorgevollmacht kann es diesem ermöglichen, sich das Vermögen des Erblassers anzueignen, indem er es sich selbst überträgt.
Zum Erreichen ihrer Ziele manipulieren Erbschleicher den Erblasser oft. Häufig zielen sie zunächst darauf ab, durch emotionale Nähe ein Vertrauensverhältnis aufzubauen. Dies kann beispielsweise durch das Anbieten von Hilfeleistung oder Pflege geschehen, durch übermäßiges Schmeicheln oder durch aktive Entfremdung von Freunden und Verwandten, zumal letztere oft die gesetzlichen Erben sind. Auch das Vortäuschen eines Verwandtschaftsverhältnisses oder erfundene Geschichten zur Erregung von Schuldgefühl oder Mitleid können zu den eingesetzten Mitteln gehören, ebenso Drohungen oder andere Arten, das Opfer unter Druck zu setzen.

## Rechtslage in Deutschland
In Deutschland ist Erbschleicherei kein Straftatbestand. Es gibt jedoch eine Reihe relevanter Straftatbestände, die bei Erbschleicherei nicht selten vorliegen. Dazu gehören Betrug, Nötigung und Untreue, aber auch Tötungsdelikte. Wird ein Testament gefälscht oder anders angefertigt, als der Erblasser es wünscht, liegt Urkundenfälschung vor, beim Verschwindenlassen eines bestehenden Testaments Urkundenunterdrückung. Da bei Antrag auf einen Erbschein der Antragsteller die Richtigkeit seiner Angaben versichern muss, liegt in solchen Fällen auch eine falsche Versicherung an Eides statt vor, zudem eine mittelbare Falschbeurkundung.
Neben den strafrechtlichen Bestimmungen gibt es zivilrechtliche Hürden für Erbschleicher. So gilt für besonders gefährdete Personenkreise, darunter Jugendliche unter 16 Jahren und Menschen mit Geistes- oder Bewusstseinsstörungen, die Testierunfähigkeit, das heißt, diese Menschen können kein Testament errichten, ändern oder aufheben. Ebenso sind Testamente, die nicht vom Erblasser selbst verfasst sind, unwirksam. Ist belegbar, dass das Testament durch arglistige Täuschung, Testamentsfälschung oder unter Drohungen entstanden oder aufgehoben worden ist, kann es angefochten werden wegen Erbunwürdigkeit des Erbschleichers. Eine letzte Grenze der Testierfreiheit stellt schließlich die Sittenwidrigkeit der letztwilligen Verfügung dar. Deliktische Schadensersatzansprüche aus § 823 Abs. 1 BGB gegen den Dritten stehen, stehen demjenigen, der gewillkürter oder gesetzlicher Erbe würde, vor dem Erbfall nicht zu, da es an der Grundlage eines absoluten Rechts fehlt. Denkbar ist allein § 826 BGB, da diese Norm auch lediglich tatsächliche Erwerbsaussichten schützen soll.
Der Missbrauch einer Vorsorgevollmacht wird insofern gesetzlich behindert, als beim Vorliegen eines Auftragsverhältnisses eine gesetzliche Auskunfts- und Rechenschaftspflicht des Bevollmächtigten besteht.
Das inzwischen durch Länderrecht abgelöste bundesdeutsche Heimgesetz beinhaltete in § 14 eine Vorschrift, die verhinderte, dass Mitarbeiter von Pflege- und Altersheimen beschenkt oder als Erben eingesetzt werden konnten.
Schließlich werden Änderungen an Testamenten deutlich erschwert, wenn letztwillige Verfügungen getroffen werden, die nicht einseitig sind, sondern Bindungswirkung haben. Dazu gehören gemeinschaftliche Testamente und Erbverträge.